# Eunicea turgida
Eunicea turgida is een zachte koraalsoort uit de familie Plexauridae. De koraalsoort komt uit het geslacht Eunicea. Eunicea turgida werd in 1834 voor het eerst wetenschappelijk beschreven door Ehrenberg. 